# Grönstjärtad smaragd
Grönstjärtad smaragd (Chlorostilbon alice) är en fågel i familjen kolibrier.

## Utseende
Grönstjärtad smaragd är en liten och kompakt kolibri med kort näbb och en kort, grön stjärt. Hanen är genomgående glittrande grön. Honan är grön ovan och grå under, med mörk kind, vitt ögonstreck och en vitspetsad stjärt. Arten är mycket lik andra smaragder som blåstjärtad smaragd, kortstjärtad smaragd och smalstjärtad smaragd. Den skiljer sig dock på grön stjärt, samma längd på vingar och stjärt på sittande fågel respektive lika långa stjärtpennor. 

## Utbredning och systematik
Fågeln förekommer i bergsområden i norra Venezuela (Falcón till Lara, Sucre och norra Monagas). Den behandlas som monotypisk, det vill säga att den inte delas in i några underarter.

## Levnadssätt
Grönstjärtad smaragd hittas i torra och fuktiga skogsbryn i bergstrakter, dock ej över 2500 meters höjd. Den ses vanligen i trädgårdar och jordbruksmarker där den sitter enstaka nära små blommor. 

## Status
Arten har ett stort utbredningsområde och beståndet anses vara stabilt. Internationella naturvårdsunionen IUCN listar den därför som livskraftig (LC).